# Juan Carlos Gaete
Juan Carlos Darío Gaete Contreras (* 21. Mai 1997 in Santiago) ist ein chilenischer Fußballspieler auf der Position des Flügelstürmers.

## Karriere

### Verein
Juan Carlos Gaete kam 2014 in die Profimannschaft vom CD Magallanes. Von 2015 bis 2017 spielte er auf Leihbasis bei Deportes Santa Cruz, mit dem er von der Segunda División in die Primera B aufsteigen konnte. 2018 wechselte der Offensivakteur zum CD Cobresal, mit dem er aus der Primera B in die Primera División aufstieg. Zwar ging er zu Rekordmeister CSD Colo-Colo, wurde jedoch nur einen Monat später wieder an Santa Cruz verliehen, nachdem er aus dem Trainingslager eigenständig abgereist war. Im Juli 2019 kam er zum CD Cobresal zurück, nachdem er auch bei Santa Cruz wieder aus dem Trainingslager eigenständig abgereist war.
Seit 2021 steht Gaete aber wieder bei Colo-Colo unter Vertrag, auch wenn er seitdem an mehrere Klubs verliehen wurde. Seit 2024 läuft er für Erstligist Deportes Copiapó auf, der ihn ab Januar ausgeliehen hat.

## Nationalmannschaft
Juan Carlos Gaete wurde im Oktober 2020 für die Länderspiele in der Qualifikation zur Weltmeisterschaft 2022 gegen Uruguay und Kolumbien ins Nationalteam Chiles berufen. Der Offensivspieler musste jedoch verletzungsbedingt wieder absagen.